# Toldbroen
Toldbroen (svensk: Tullbron) er en stenbuebro over Ätran i Falkenberg, Sverige. Broen er byggnadsminne ( bygningsfredning) siden 1984. Navnet på broen kommer fra det faktum, at indtil 1914 måtte brugerne betale told for at krydse broen ind i byen.